# در آسمان راه را نشانم بده
«در آسمان راه را نشانم بده» (به انگلیسی: Point Me at the Sky) نام تک‌آهنگی از گروه بریتانیایی پینک فلوید می‌باشد که در ۱۷ دسامبر ۱۹۶۸ منتشر شد. این آهنگ از اولین همکاری‌های راجر واترز و دیوید گیلمور به حساب می‌آید. هرچند که این آهنگ در آمریکا به عنوان تک‌آهنگ منتشر نشد، اما توسط کپیتال رکوردز در کانادا، ژاپن و چند کشور اروپایی دیگر منتشر شد.
برخلاف ترانهٔ پشتش «مراقب تبر باش، یوجین» که به موفقیت‌های بیشتری دست پیدا کرد و در دو آلبوم دیگر از پینک فلوید قرار گرفت و در اجراهای زنده نیز مرتباً اجرا می‌شد، این آهنگ در چارت‌ها قرار نگرفت.

## دست‌اندرکاران
- راجر واترز - گیتار بیس، خواننده
- دیوید گیلمور - گیتار الکتریک، خواننده
- نیک میسن - درام، ساز کوبه‌ای
- ریچارد رایت - اُرگ، کیبورد، همخوان